# Acari (Rio Grande do Norte)
Acari é um município brasileiro no estado do Rio Grande do Norte. Faz parte da região do Seridó. Sua população em 2024 foi estimada pelo IBGE em 10.865 habitantes. É conhecida como "a cidade mais limpa do Brasil". A altitude media do município é de 345 metros acima do nível do mar e a distância rodoviária até a capital é de 209 quilômetros.

## História
Acari surgiu como um pequeno povoado à margem direita do rio Acauã. O lugar era inicialmente usado como ponto de descanso e apoio logístico por pessoas que vinham do litoral e comercializavam em grandes praças como Recife. Com o tempo, o espaço ao redor do poço foi sendo transformado, de lugar para descanso, para um terreno fixador de pessoas, que, gradualmente, se assentavam de maneira sedentária. Nesse sentido, ao agregar em si as condições necessárias para a sobrevivência, a margem do rio foi, paulatinamente, ocupada por cabanas que, de maneira desordenada, juntavam-se ao redor da importante fonte de água. Isso permitiu que, por volta de 1720, um pequeno povoado se formasse. No sítio urbano da vila existiam choupanas erguidas por índios sobreviventes da Guerra dos Bárbaros
Por volta de 1725, o sargento-mor Manuel Esteves de Andrade  tornou-se um dos primeiros povoadores daquela localidade ao comprar a fazenda do Saco, posteriormente chamada de Saco dos Pereiras, de seu parente, Nicolau Mendes da Cruz, um crioulo forro que adquiriu terras na ribeira do rio São José. Admite-se que o sargento-mor veio à ribeira do Seridó na condição de cobrador de dízimos e que decidiu construir uma pequena capela no local para atender aos pedidos de sua mãe, que só viria morar nos sertões se houvesse um templo religioso. Assim, em novembro de 1737, Manoel Esteves de Andrade endereçou uma petição ao bispo de Olinda pedindo licença para erigir uma capela nos sertões do Acary. Finalmente, com a autorização, a capela foi erguida e consagrada a Nossa Senhora da Guia em abril de 1738.
Antes de 1750, já existiam duas fileiras de casas partindo de ambos os lados da Igreja do Rosário. A Povoação de Acari foi formada, em linhas gerais, por habitações familiares alinhadas, localizadas no alto de um terreno com vista para o rio Acauã, que corria no fundo de um pequeno vale, logo atrás das casas.
Com a entrada do século XIX, a povoação de Acari passa a ganhar contornos e delineamento “urbano”, especialmente quando os fazendeiros resolveram reconstruir suas casas da rua no aglomerado. Assim sendo, em 11 de abril de 1833, o município de Acari foi criado pelo Presidente da Província. Esta criação foi aprovada pela Lei Regencial de 3 de julho de 1833.
Em 26 de fevereiro de 1834, a Villa do Acary recebeu seu primeiro Código de Posturas Municipais e no artigo nº 8 chama atenção para o cuidado com o asseio das ruas, bem como das casas da aglomeração, como observamos no trecho a seguir: “Em todo o cabeça de casal será obrigado a ter limpas as frentes de suas casas nas povoações, nas quatro festas principais, de cada hum ano, sob pena de pagar por cada vez que faltar a limpeza, duzentos réis para as despesas da Câmara”.
A partir de 1850, Acari começou a experimentar uma prosperidade econômica vinda principalmente do algodão. Essa situação permitiu que outro templo fosse erguido para ser a matriz de Nossa Senhora da Guia. A construção se deu entre 1857 e 1863 e contou com o auxílio dos fazendeiros mais abastados do lugar. Na última metade do século XIX, o desenvolvimento urbano se torna visível através do crescimento do comércio e do surgimento de novas tipologias arquitetônicas. Devido à consistência em sua urbanização, Acari recebeu o título de cidade em 15 de agosto de 1898. 

## Geografia
De acordo com a atual divisão territorial do Instituto Brasileiro de Geografia e Estatística (IBGE) vigente desde 2017, Acari pertence à região geográfica intermediária de Caicó e à região imediata de Currais Novos; até então, com a vigência das divisões em microrregiões e mesorregiões, fazia parte da microrregião do Seridó Oriental, na mesorregião Central Potiguar. Com 608,466 km² de área (1,1522% da território potiguar), é limitado a norte por São Vicente e Currais Novos, a sul por Carnaúba dos Dantas e Jardim do Seridó, a leste por Frei Martinho, na Paraíba, e novamente Carnaúba dos Dantas e Currais Novos; e a oeste se limita com Cruzeta e São José do Seridó. Está a 217 km de Natal, capital estadual, e a 2 255 km de Brasília, capital federal.
O relevo de Acari, com altitudes predominando entre 200 e 400 metros, varia entre suave e ondulado, estando inserido tanto na Depressão Sertaneja quanto no Planalto da Borborema, este apresentando as maiores altitudes. A geologia é marcada pela existência de rochas o embasamento cristalino dos grupos Caicó e Seridó, ambos originários do período Pré-Cambriano, sendo o primeiro com idade entre um bilhão e 2,5 bilhões de anos e o segundo entre 570 milhões e um bilhão. O ponto mais alto do município é a Serra Bico de Arara, com altitude máxima de 654 metros.
Os solos de Acari são rasos e pedregosos e, portanto, pouco desenvolvidos, variando entre os solos litólicos e o bruno não cálcico, predominando o primeiro, mais fértil e melhor drenado que o segundo. Ambos apresentam textura média, formada tanto por areia quanto por argila e silte. Na nova classificação brasileira de solos, os solos litólicos são chamados de neossolos, enquanto o bruno não cálcico é denominado de luvissolo. Por serem pouco profundos, são cobertos pela vegetação do bioma Caatinga, sem folhas na estação seca, com espécies de pequeno porte, dentre as quais o facheiro, a jurema-preta, a macambira, o mandacaru e o xique-xique.

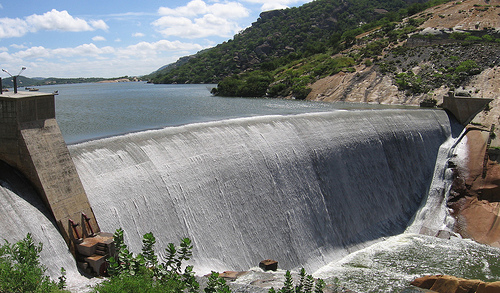
O Açude Gargalheiras, transbordando durante a cheia de 2009

Em Acari está o Açude Gargalheiras ou Marechal Dutra, com capacidade para represar 44 421 480 m³. Construído a partir da década de 1920, foi inaugurado somente em 1959 após diversas paralisações nas obras, vertendo pela primeira vez no ano seguinte. Todo o território acariense se enquadra nos domínios da bacia hidrográfica do Rio Piranhas–Açu. Cortam o município os rios Acauã (que atravessa o perímetro urbano), Carnaúba e do Saco e o riacho das Barrentas.
Acari apresenta características de clima semiárido, com temperaturas elevadas durante todo o ano e chuvas concentradas no trimestre de fevereiro a abril, sendo o índice pluviométrico anual de aproximadamente 530 mm, calculado a partir de dados medidos no Gargalheiras desde 1921 até 2014. Neste período, o maior acumulado de chuva em 24 horas registrado nesse local ocorreu em 4 de junho de 2010, alcançando 197 mm. No mesmo dia ocorreu o recorde de 128,6 mm na cidade, onde as medições começaram apenas em 2003. Desde novembro de 2018, quando Acari passou a contar com uma estação meteorológica automática da EMPARN, a menor temperatura ocorreu em 15 de agosto de 2022 (16,8 °C) e a maior em 31 de outubro de 2023 (39,5 °C).
| Dados climatológicos para Acari                                                                 | Dados climatológicos para Acari | Dados climatológicos para Acari | Dados climatológicos para Acari | Dados climatológicos para Acari | Dados climatológicos para Acari | Dados climatológicos para Acari | Dados climatológicos para Acari | Dados climatológicos para Acari | Dados climatológicos para Acari | Dados climatológicos para Acari | Dados climatológicos para Acari | Dados climatológicos para Acari | Dados climatológicos para Acari |
| Mês                                                                                             | Jan                             | Fev                             | Mar                             | Abr                             | Mai                             | Jun                             | Jul                             | Ago                             | Set                             | Out                             | Nov                             | Dez                             | Ano                             |
| ----------------------------------------------------------------------------------------------- | ------------------------------- | ------------------------------- | ------------------------------- | ------------------------------- | ------------------------------- | ------------------------------- | ------------------------------- | ------------------------------- | ------------------------------- | ------------------------------- | ------------------------------- | ------------------------------- | ------------------------------- |
| Temperatura máxima recorde (°C)                                                                 | 37,8                            | 38,2                            | 37,4                            | 35,8                            | 36,1                            | 35,8                            | 36,4                            | 36,1                            | 38,1                            | 39,5                            | 38,6                            | 38,6                            | 39,5                            |
| Temperatura mínima recorde (°C)                                                                 | 20,9                            | 20,1                            | 20,7                            | 20,4                            | 18,8                            | 18,8                            | 17,6                            | 16,8                            | 18,2                            | 20,3                            | 20,9                            | 21,1                            | 16,8                            |
| Precipitação (mm)                                                                               | 52,4                            | 76,7                            | 136,6                           | 130,1                           | 58,3                            | 27,8                            | 17,1                            | 5                               | 1,9                             | 3                               | 4,5                             | 13,6                            | 527                             |
| Fonte: EMPARN (recordes de temperatura: 09/11/2018-presente; médias de precipitação: 1921-2014) |                                 |                                 |                                 |                                 |                                 |                                 |                                 |                                 |                                 |                                 |                                 |                                 |                                 |